# Ceratozetella djaparidzae
Ceratozetella djaparidzae är en kvalsterart som beskrevs av Shaldybina 1979. Ceratozetella djaparidzae ingår i släktet Ceratozetella och familjen Ceratozetidae. Inga underarter finns listade i Catalogue of Life.